# 1. deild Wysp Owczych (2000)
W roku 2000 odbyła się 58. edycja 1.deild (obecnie Formuladeildin), czyli pierwszej ligi piłki nożnej archipelagu Wysp Owczych w piłce nożnej mężczyzn. Obrońcą tytułu był KÍ Klaksvík, który nie zdołał jednak go utrzymać. Jego miejsce pierwszy raz zajął VB Vágur.

## Przebieg
Tak, jak dziś, w roku 2000 w rozgrywkach pierwszej ligi Wysp Owczych brało udział dziesięć zespołów. Reguła ta, po wielu zmianach we wcześniejszych latach, została ostatecznie ustalona w sezonie 1988. Zespoły degraduje się do niższej ligi od roku 1976, jednak w 2000 tylko zespół ostatni był bezwarunkowo relegowany do niższego poziomu rozgrywek. Drużyna z miejsca dziewiątego dostawała szansę do walki w barażach, które w tym roku wygrał FS Vágar, utrzymując się w lidze, po pokonaniu w dwumeczu ÍF Fuglafjørður 4:2 (2:2, 2:0).
Największy wzrost w zajmowanej pozycji odnotował w tym sezonie klub VB Vágur, z szóstego miejsca awansując na pierwsze. Drugie miejsce, z czwartego, objął HB Tórshavn, a trzecie, z siódmego, B68 Toftir. Na czwartej pozycji znalazł się NSÍ Runavík, który awansował o jedno miejsce, na piątej poprzedni mistrz archipelagu KÍ Klaksvík, a na szóstej, z trzeciego, B36 Tórshavn. Siódme miejsce objął GÍ Gøta, który spadł aż o pięć pozycji, a ostatnia, bezpieczna lokata przypadła, podobnie, jak w poprzednim sezonie, B71 Sandoy. Na dziewiątym miejscu znalazł się FS Vágar, a na dziesiątym, spadkowym, SÍ Sumba.
Królem strzelców, po raz drugi, i ostatni w swej karierze, został Suni Fridi Johannesen, grający dla B68 Toftir. Zdobył 16 goli w przeciągu całego sezonu.
W roku 2000 przyznawano trzy punkty za zwycięstwo. Zasada ta utrzymuje się od sezonu 1995. Zawodnicy zdobyli 361 goli (ok. 4/mecz).
Zwycięskie drużyny tego sezonu mogły wziąć udział w rozgrywkach europejskich, rozgrywanych w sezonie 2001/2002. Mistrz Wysp Owczych, VB Vágur, awansował do Ligi Mistrzów (2001/02), gdzie odpadł w 1/128 finału, po przegranym dwumeczu z białoruskim Sławija Mozyrz 0:5 (0:0, 0:5). Drugi klub, HB Tórshavn, wystąpił w Pucharze UEFA (2001/02). Przegrał w dwumeczu z austriackim Grazer AK 2:6 (2:2, 0:4). Obie bramki dla Farerczyków zdobył Bárður Mortansson, kolejno w 50. i 58. minucie pierwszego spotkania na stadionie w Tórshavn. Zdobywca trzeciego miejsca, B68 Toftir, dostał szansę gry w Pucharze Intertoto (2001), gdzie po dwóch meczach z belgijskim KSC Lokeren, zakończonych wynikami 2:4, 0:0, musiał pożegnać się z turniejem. Ostatnim klubem, jaki grał w rozgrywkach europejskich, był GÍ Gøta, zdobywca Pucharu Wysp Owczych (2000). Odpadł on w 1/128 finału Pucharu UEFA, ulegając 1:5 (0:4, 1:1) serbskiemu FK Obilić Belgrad. Zdobywcą honorowej bramki dla wyspiarzy był Magni Jarnskor.

### Tabela ligowa
| Lp. | Drużyna      | M  | Z  | R | P  | Bramki | Bramki | Różn. | Pkt | Uwagi                                       |
| --- | ------------ | -- | -- | - | -- | ------ | ------ | ----- | --- | ------------------------------------------- |
| 1   | VB Vágur (M) | 18 | 12 | 4 | 2  | 40     | 22     | +18   | 40  | Liga Mistrzów UEFA • I runda kwalifikacyjna |
| 2   | HB Tórshavn  | 18 | 11 | 5 | 2  | 40     | 21     | +19   | 38  | Puchar UEFA • Runda kwalifikacyjna          |
| 3   | B68 Toftir   | 18 | 10 | 1 | 7  | 43     | 38     | +5    | 31  | Puchar Intertoto • I runda                  |
| 4   | NSÍ Runavík  | 18 | 9  | 3 | 6  | 43     | 29     | +14   | 30  |                                             |
| 5   | KÍ Klaksvík  | 18 | 9  | 3 | 6  | 42     | 28     | +14   | 30  |                                             |
| 6   | B36 Tórshavn | 18 | 9  | 1 | 8  | 49     | 27     | +22   | 28  |                                             |
| 7   | GÍ Gøta      | 18 | 8  | 2 | 8  | 41     | 38     | +3    | 26  | Puchar UEFA • Runda kwalifikacyjna1         |
| 8   | B71 Sandoy   | 18 | 4  | 2 | 12 | 25     | 33     | −8    | 14  |                                             |
| 9   | FS Vágar     | 18 | 3  | 2 | 13 | 22     | 54     | −32   | 11  | Baraże o 1. deild                           |
| 10  | SÍ Sumba (S) | 18 | 3  | 1 | 14 | 16     | 71     | −55   | 10  | Spadek do 2. deild                          |

### Wyniki
| Gospodarz \ Gość | B36 | B68 | B71 | FSV | GÍ  | HB  | KÍ  | NSÍ | SÍS  | VB  |
| B36 Tórshavn     |     | 1:2 | 2:4 | 6:1 | 3:1 | 1:3 | 1:2 | 5:0 | 11:1 | 1:2 |
| B68 Toftir       | 1:3 |     | 3:1 | 2:0 | 3:7 | 1:1 | 6:1 | 2:0 | 5:1  | 1:2 |
| B71 Sandoy       | 1:2 | 2:3 |     | 3:0 | 2:2 | 0:1 | 0:4 | 1:2 | 3:0  | 1:2 |
| FS Vágar         | 1:3 | 3:2 | 2:1 |     | 2:0 | 0:2 | 4:5 | 3:3 | 0:2  | 2:2 |
| GÍ Gøta          | 1:0 | 1:2 | 5:3 | 5:1 |     | 1:2 | 0:0 | 1:0 | 2:0  | 2:3 |
| HB Tórshavn      | 2:2 | 3:4 | 1:0 | 4:1 | 5:0 |     | 1:0 | 2:5 | 5:1  | 2:2 |
| KÍ Klaksvík      | 2:1 | 4:1 | 2:1 | 4:1 | 2:1 | 1:2 |     | 0:1 | 9:0  | 2:2 |
| NSÍ Runavík      | 2:3 | 3:0 | 1:1 | 3:1 | 3:4 | 1:1 | 2:1 |     | 6:1  | 4:0 |
| SÍ Sumba         | 0:4 | 1:4 | 1:0 | 1:0 | 2:5 | 1:3 | 3:3 | 0:6 |      | 1:2 |
| VB Vágur         | 1:0 | 4:1 | 0:1 | 6:0 | 5:3 | 0:0 | 1:0 | 3:1 | 3:0  |     |

Aktualne na 26 września 2009. Źródło: RSSSF.com
Objaśnienia:
1Drużyna gospodarzy jest wymieniona po lewej stronie tabeli.
Kolory: zielony – zwycięstwo gospodarzy, żółty – remis, różowy – zwycięstwo gości.

### Baraże o 1. deild
|  | ÍF Fuglafjørður | 2:2 | FS Vágar | Fløtugerði, Fuglafjørður |
|  |                 | 2:2 |          | Fløtugerði, Fuglafjørður |

|  | FS Vágar | 2:0 | ÍF Fuglafjørður | Sandavágur stadium, Sandavágur |
|  |          | 2:0 |                 | Sandavágur stadium, Sandavágur |

FS Vágar utrzymał się w pierwszej lidze Wysp Owczych, po wygraniu meczów barażowych z ÍF Fuglafjørður.

## Statystyki
- Podczas 18 kolejek (90 meczów) zdobyli 361 goli (średnio: ok. 4/mecz, 20,1/kolejkę).

- Najwięcej bramek padło w meczach drużyny SÍ Sumba - 87 (ok. 4,8/mecz).
- Najmniej bramek padło w meczach drużyny B71 Sandoy - 58 (ok. 3,2/mecz).
- Kolejką, w której padło najwięcej bramek była kolejka 7., kiedy padły 32 gole (6,4/mecz).
- Kolejką, w której padło najmniej bramek była kolejka 1., kiedy padło 11 goli (2,2/mecz).
- Najwięcej goli (12) padło 10 maja 2000 roku, w meczu 4. kolejki, kiedy B36 Tórshavn pokonał SÍ Sumba 11:1.
- Najmniej goli (0) padło w dwóch meczach (ok. 2,2% wszystkich spotkań).
- Największą różnicą bramek (10) zakończyło się spotkanie B36 Tórshavn-SÍ Sumba (4. kolejka, 10 maja 2000), zakończonego wynikiem 11:1. Było to jednocześnie największe zwycięstwo na własnym stadionie w tym sezonie.
- Największym zwycięstwem na wyjeździe był mecz 9. kolejki rozegrany 4 czerwca 2000 - SÍ Sumba-NSÍ Runavík (0:6).